# 리사레이 매코이

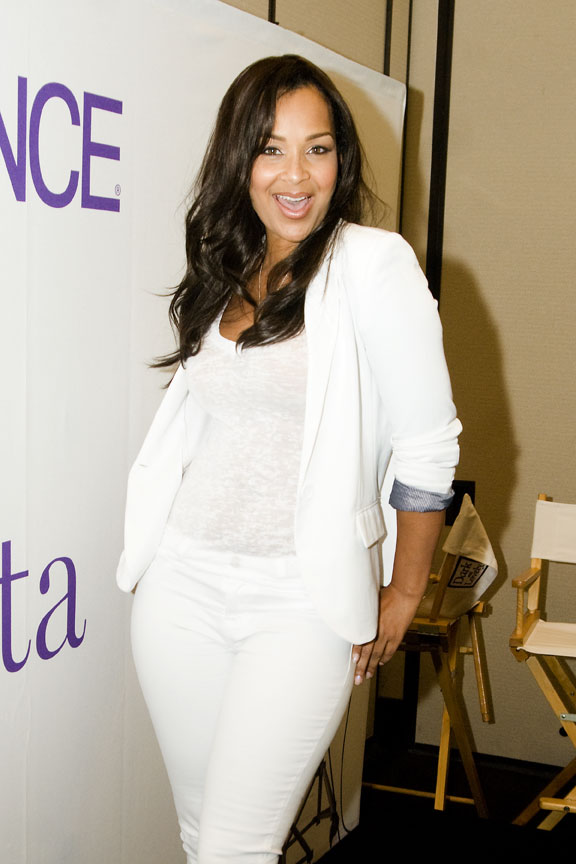

리사레이 매코이(LisaRaye McCoy, 1967년 9월 23일 ~ )는 미국의 배우, 모델, 패션 디자이너이다.
시카고에서 태어났다.

## 영화
- No More Mr Nice Guy (2018)
- 랩 댄스 (2014년)
- 비디오 걸 (2011년) - 패트리샤 역
- 엔비 (2005년)
- 더 프라우드 패밀리 무비 (2005년)
- 뷰티 샵 (2005년)
- 시빌 브랜드 (2002년)
- 더 우드 (1999년)
- 플레이 클럽 (1998년)